# Osteopathie
Osteopathie is een alternatieve geneeswijze. Osteopathie gaat uit van de veronderstelling dat een verminderde beweeglijkheid, van weefsels en structuren in het lichaam, een nadelige invloed op de gezondheid kan hebben. Osteopaten zouden in staat zijn om een dergelijke disfunctie met hun handen op te sporen en weer beweeglijker te maken. Er wordt op kleine schaal wetenschappelijk onderzoek gedaan naar de werkzaamheid van de behandelmethode. Dit leidde nog niet tot de vaststelling dat ze een genezende werking heeft. Er is dus geen bewijs dat osteopathie een genezende werking heeft.
Osteopathie is een manuele, dus met de handen uitgevoerde, methode die is gebaseerd op principes uit de anatomie, embryologie, neurologie en fysiologie. Onderzoek en behandeling vinden plaats vanuit een totaalbenadering van de klacht. Daartoe worden het bewegingsapparaat (beenderen, gewrichten en spieren), het orgaansysteem (inwendige organen met bloedvaten en lymfestelsel) en het craniosacrale systeem (schedelbotten, hersenvliezen, ruggenmergsvlies en hersenvochtcirculatie) onderzocht op bewegingsverlies. Uitgangspunt hierbij is dat het lichaam een eenheid is. De drie genoemde systemen zijn onlosmakelijk met elkaar verbonden en beïnvloeden elkaar continu.
De belangrijkste klachten die een osteopaat behandelt zijn rugpijn (lumbago, ischias) en stressgerelateerde problemen.

## Geschiedenis
De naam osteopathie stamt van de Oudgriekse woorden ὀστέον, ostéon ("bot") en πάθος, páthos ("toestand" of "lijden") en men zou dus verwachten dat dit (de studie van) botziekte betekent. In de alternatieve geneeskunst heeft het echter een wat andere betekenis en de term wordt in de reguliere geneeskunde niet gebruikt.
Het woord osteopathie betekent letterlijk "ziekte van de beenderen". Osteopathie is het gedachtegoed van de Amerikaanse arts Andrew Still. Hij meende dat bij veel ziekten de oorspronkelijke oorzaak te vinden is in het mobiliteitsverlies van beenderen of gewrichten. Hij combineerde de toenmalige medische kennis met zijn eigen overtuiging dat als lichaamsweefsels hun beweeglijkheid verliezen dit nadelige effecten op de gezondheid heeft. Still ontwikkelde deze methode om met zijn handen minder beweeglijke weefsels op te sporen, de beweeglijkheid ervan te kunnen herstellen en zo ziekten te kunnen genezen of voorkomen. Op 2 juni 1874 gaf hij zijn methode de naam osteopathie.

## Onderzoek en behandeling
Het onderzoek is op beweeglijkheid gericht. Bewegingsverlies heeft volgens de osteopathie een negatief effect op het functioneren van het betreffende weefsel en er kunnen, doordat de verschillende delen van het lichaam onderling door bindweefsel zijn verbonden, ook symptomen optreden op andere locaties in het lichaam. Bewegingsbeperkingen kunnen bijvoorbeeld ontstaan door littekens na operatie, verkleving van weefsels door ontstekingen en door stress. De behandeling bestaat uit het herstellen van de oorspronkelijke beweeglijkheid door middel van zachte handgrepen. Daardoor zou een natuurlijk genezingsproces plaats gaan vinden. Hiermee wordt bedoeld dat het lichaam na behandeling in principe vanzelf terugkeert naar de oorspronkelijke toestand, waarin alle fysiologische functies - die onlosmakelijk zijn verbonden met de toestand van de anatomische structuren - weer op een gezonde manier uitgevoerd kunnen worden door het lichaam, tenzij er sprake is van een dysfunctie die alleen operatief of met medicatie kan worden opgelost. Met de behandeling streeft men feitelijk naar herstel van de fysiologische homeostase.

## Aanvullende geneeskunde
Osteopaten bieden hun behandelmethodiek aan als complementair aan de reguliere geneeskunde. Een osteopaat zal op basis van onderzoek vaststellen of een patiënt al dan niet doorverwezen moet worden naar een arts. In België is het osteopaten wettelijk niet toegestaan een diagnose te stellen of onderzoek voor te schrijven. Osteopaten in Nederland en België behandelen vaak, maar niet uitsluitend, chronische klachten die blijven bestaan nadat er met behulp van beeldvormend medisch onderzoek en laboratoriumonderzoek (klinische chemie) geen aanknopingspunten voor een medische behandeling naar voren zijn gekomen.
Een rapport van het Federaal Kenniscentrum voor de Gezondheidszorg, meldde dat osteopathie werkzaam zou kunnen zijn bij chronische en subacute nekpijn (cervicalgie). Osteopathie bleek weinig klinisch relevant bij lage rugpijn. Er is geen bewijs voor de werkzaamheid bij zuigelingen (bijv. kolieken of reflux), fibromyalgie, asthma, enuresis bij kinderen, pneumonie, pijnlijke maandstonden, dysmenorrhoea of chronische vermoeidheid. Bovendien houden deze behandelingen, zeker bij baby's, altijd een risico in. Zo overleed in 2009 in Nederland een baby van drie maanden oud na een behandeling door een osteopaat die craniale osteopathie uitoefende.

## Erkenning
Osteopathie is geen medisch erkende behandelwijze in de Benelux, net zoals homeopathie, acupunctuur en chiropraxie. Ze wordt meestal door niet-artsen uitgeoefend. In 1997 werd door het Europees Parlement een resolutie aangenomen over de status van de niet-conventionele behandelingswijzen. Dit leidde tot wetenschappelijk onderzoek in opdracht van de Europese Commissie (EU COST B4) dat concludeerde dat niet vastgesteld werd, noch kon worden, dat osteopathische behandelingswijzen medisch effectief zijn.

### Internationaal
In de geneeskunde zijn manipulatieve technieken, behalve in de fysiotherapie, niet gebruikelijk. Osteopathie is een vlag die veel verschillende ladingen dekt. In de Verenigde Staten kent de osteopathie een meer wetenschappelijk gerichte opleiding, gelijk staand aan die van artsen, met inbegrip van stages in ziekenhuizen. In veel Amerikaanse staten wordt de 'dokter in de osteopathie' die een dergelijke opleiding volgde, erkend als een arts met bevoegdheid tot onderzoek, het stellen van diagnoses en het voorschrijven van medicatie. In sommige landen, zoals het Verenigd Koninkrijk, bestaat er ook een officiële vorm van osteopathie die zich bezighoudt met het behandelen van problemen van het bewegingsstelsel. In Frankrijk wordt de term osteopathie gebruikt als een synoniem voor manuele therapie en bestaan er ook universitaire opleidingen, die zich alleen op problemen richten van het bewegingsstelsel.

### Nederland
Osteopathie is in Nederland geen gereglementeerd beroep. Dat betekent dat iedereen het beroep mag uitoefenen. Verschillende verenigingen van osteopaten hebben een erkenningsregister opgesteld. Voorbeelden zijn de Nederlandse Vereniging voor Osteopathie (NVO),Het Nederlands Register voor Osteopathie (NRO) en de Nederlandse Osteopathie Federatie (NOF). 
De NOF registreert enkel en alleen osteopaten met een medische vooropleiding op niveau NLQF 7, dit houdt in dat de osteopaat minimaal 9 jaar opleiding heeft genoten, 
Het NRO registreert ook osteopaten zonder een medische vooropleiding(niveau NLQF 5). Dit niveau van opleiding betekent  minimaal een 4 jarige opleiding . In Nederland kan een opleiding tot osteopaat worden gevolgd, maar de meeste erkende opleidingen bevinden zich in het buitenland.

### België
Sinds begin jaren 1970 zijn er osteopaten werkzaam in België en werden er verschillende pogingen ondernomen om een officieel statuut als zorgberoep te verkrijgen.
In 1999 werd de wet Colla goedgekeurd. Deze wet geeft de vier niet conventionele geneeswijzen, waaronder osteopathie, de mogelijkheid om te ijveren voor een erkenning als volwaardig medisch beroep.  
In 2003 werden bij koninklijk besluit beroepsorganisaties van niet-conventionele geneeswijzen erkend. Omdat verdere uitvoeringsbesluiten echter uitbleven, dagvaardden de beroepsvereniging Register voor de Osteopaten van België (ROB) en het International Academy of Osteopathy (IAO) in 2008 de Belgische Staat.
In 2010 publiceerde het KCE een rapport over de efficiëntie van osteopathie. Zij concludeerde dat de effectiviteit beperkt is. Enkel voor nekpijn en in mindere mate voor lage rugpijn zag zij geringe effectiviteit. Daarom werd aanbevolen niet te voorzien in terugbetaling via ziekteverzekering. Op 22 januari 2010 werd de Belgische staat door de rechtbank van eerste aanleg van Brussel veroordeeld tot een dwangsom van € 5.000 per maand, die zij vanaf juni 2010 maandelijks aan de twee verenigingen zou moeten afdragen.
In 2011 installeerde minister Onkelinx de kamer voor osteopathie en de paritaire commissie, zoals voorzien in de wet Colla. Deze kamer formuleerde verschillende adviezen, omtrent opleiding en uitoefening van het beroep.
In 2013 was er bijna een akkoord over de erkenning van de osteopathie, onder bepaalde voorwaarden. Dit akkoord werd op de valreep verworpen, mede door toedoen van 6 Belgische universiteiten en de artsenverenigingen.
Sinds 2014 is er een fusie ontstaan tussen verschillende beroepsverenigingen, wat leidde tot Osteopathie.be (BVBO-UPOB), de grootste beroepsvereniging in 2021.
De Kamer voor Osteopathie, een officieel orgaan van het ministerie van Volksgezondheid, besloot in 2012 om het niveau van de opleiding tot osteopaat vast te leggen op een masterniveau.
De Université Libre de Bruxelles richt, sinds het academiejaar 2004-2005, een zesjarige universitaire opleiding osteopathie in op de campus Faculté des Sciences de Motricité (FSM). Deze opleiding is de enige officiële gesubsidieerde opleiding in België. De beroepsverenigingen streven ook in Vlaanderen naar een officieel gesubsidieerde opleiding van masterniveau in samenwerking met of ingericht binnen de faculteit geneeskunde. De Vlaamse universiteiten en faculteiten Geneeskunde weigeren dit, omdat er geen ernstig wetenschappelijk bewijs is dat osteopathie effectief werkt.
Verder zijn er zowel in de Vlaamse als in de Franse Gemeenschap private instituten die een opleiding in de osteopathie aanbieden.   
Deze vier instellingen zijn niet NVAO-geaccrediteerd maar hebben (alle) een samenwerking met een buitenlandse onderwijsinstelling die een master aflevert.